# Хорхе Ернандес
Хо́рхе Ерна́ндес (ісп. Jorge Hernández Padrón; 17 листопада 1954 — 12 грудня 2019) — кубинський боксер найлегшої вагової категорії. Олімпійський чемпіон та чемпіон світу з боксу.

## Біографія
Народився 17 листопада 1954 року в Гавані.
На першому чемпіонаті світу з боксу в Гавані (Куба) у 1974 році став чемпіоном світу у ваговій категорії до 48 кілограмів, перемігши у фіналі кенійця Стефена Мучокі.
1975 року, здобувши чотири перемоги, завоював золоту медаль на Панамериканських іграх.
На літніх Олімпійських іграх 1976 року в Монреалі (Канада) виборов золоту олімпійську медаль у ваговій категорії до 48 кілограмів, перемігши у фінальному двобої представника Північної Кореї Лі Бьон Ука.
На чемпіонаті світу 1978 переміг Ахмеда Саїда (Алжир), Альберто Меркадо (Пуерто-Рико) і Річарда Сандовала (США), а у фіналі поступився Стефену Мучокі.
Учасник Олімпійських ігор 1980 року в Москві. Брав участь у боксерських змаганнях у ваговій категорії до 51 кг, проте вибув зі змагань вже після першого ж бою, поступившись представникові СРСР В. Мірошниченку.

## Спортивні досягнення
- Олімпійський чемпіон з боксу (1976)[1].
- Чемпіон світу з боксу (1974).
- Срібний призер чемпіонату світу з боксу (1978).